# Flip Nel
Pour les articles homonymes, voir Nel.

a Compétitions nationales et continentales officielles uniquement.

b Matchs officiels uniquement.
Philip (Flip) Jacobus Nel, né le 17 juin 1902 à Kranskop et mort le 12 février 1984 à Pietermaritzburg, est un joueur de rugby à XV qui a joué avec l'équipe d'Afrique du Sud. Il évoluait au poste de deuxième ligne.

## Carrière
Il a disputé son premier test match le 30 juin 1928 contre les All Blacks. Il joue son dernier test match contre cette même équipe, le 25 septembre 1937. En 1928, il est sélectionné à quatre reprises avec les Springboks, qui reçoivent les All Blacks. Il inscrit un essai. Il participe au Grand Chelem des Springboks contre les nations européennes en 1931-1932, jouant les quatre rencontres. Les Springboks gagnent 8-3 contre le pays de Galles ; il participe ensuite à la victoire contre l'Irlande 8-3 puis à celle sur l'Angleterre 7-0. Ils l'emportent enfin sur l'Écosse 6-3. 
En 1933, il est sélectionné à quatre reprises avec les Springboks, qui reçoivent les Wallabies. Il est le capitaine pour les quatre rencontres. Enfin, en 1937, il est sélectionné à quatre reprises dans la tournée des Springboks, qui jouent contre les Wallabies et les All Blacks. Il est le capitaine les 4 fois. Flip Nel compte 3 défaites pour 13 victoires en 16 test matchs. Flip Nel est huit fois capitaine des Springboks. Il a gagné 7 de ses 8 matchs.
Flip Nel a porté les couleurs de la province du Natal en Currie Cup.

## Palmarès
- Grand Chelem 1931-1932

## Statistiques en équipe nationale
- 16 test matchs
- 8 fois capitaine (1933-1937)
- 1 essai
- Test matchs par année :  4 en 1928, 2 en 1931, 2 en 1932, 4 en 1933, 4 en 1937